# Ісс
Ісс (грец. Issós) — стародавнє місто у Кілікії (Мала Азія).

## Історія
Місто розташовувалось на прибережній рівнині біля річки Пінар у турецькій провінції Хатай, неподалік від кордону з Сирією.
Ісс відомий битвою між Александром Македонським і Дарієм III (кінець 333 року до н. е.). Армія Александра Македонського (30—40 тис.) розбила армію перського царя Дарія III (120—130 тис.). Та перемога забезпечила завоювання Александром Македонським панування на Егейському морі й у західній половині Перського царства.
За часів персів та ще за Александра Македонського Ісс був людним і квітучим містом, але потім сильно занепав. За доби діадохів почався занепад міста, передусім внаслідок близькості сирійської Александрії (сучасний Іскендеру́н (раніше Александре́тта, тур. İskenderun, грец. Ἀλεξανδρέττα)).
За часів Страбона Ісс уже був лише невеликим містечком.